# Kreisgymnasium Bad Krozingen

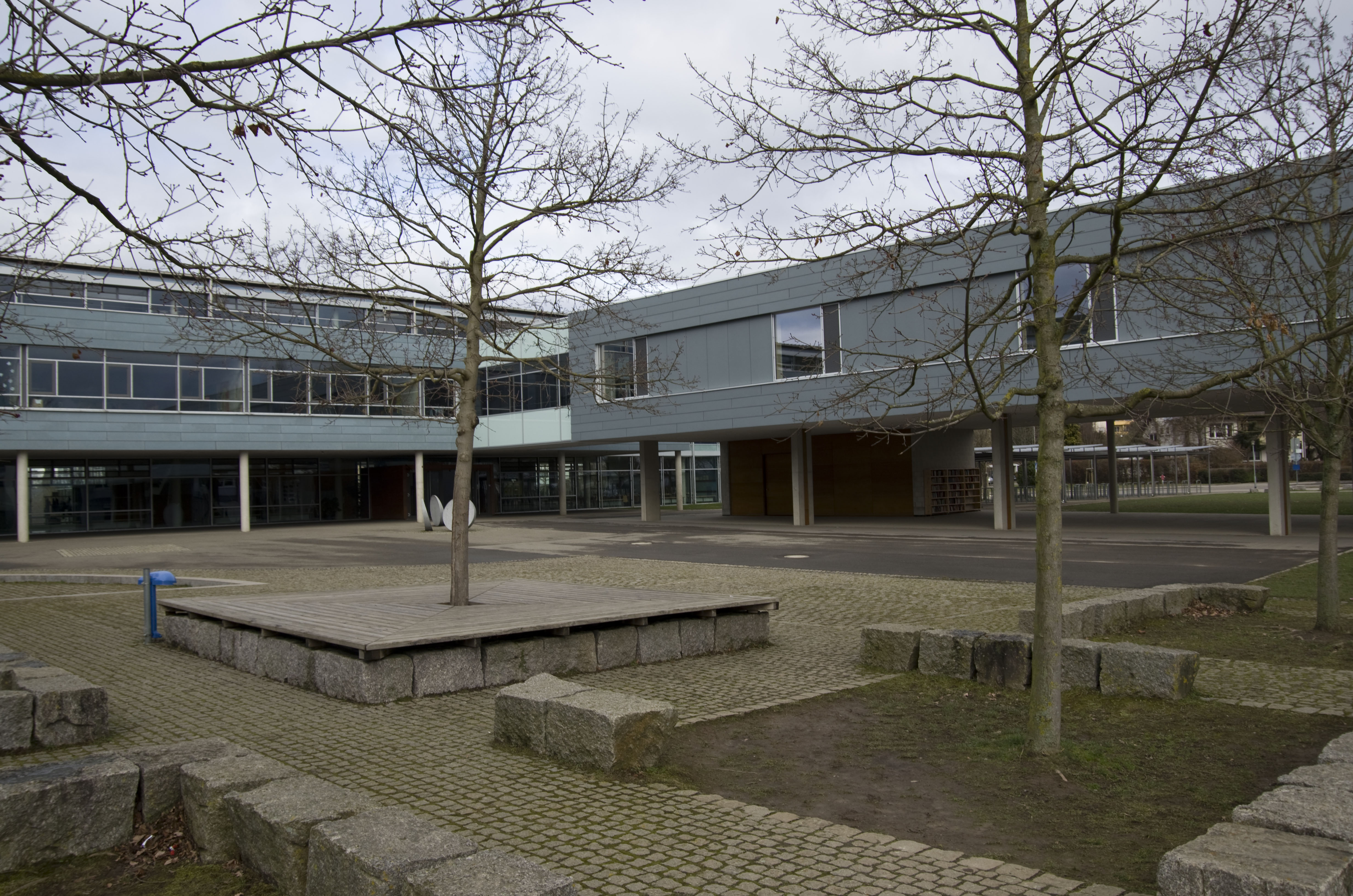
Schulhof

Das Kreisgymnasium Bad Krozingen (KGBK) ist ein allgemeinbildendes Gymnasium in der südbadischen Kurstadt Bad Krozingen. Die etwa 740 Schüler, die in 30 Klassen untergebracht sind, werden von rund 80 Lehrern unterrichtet. Schulträger ist der Landkreis Breisgau-Hochschwarzwald.

## Lage und Einzugsbereich
Das Schulgebäude befindet sich am südlichen Rand der Kurstadt nahe dem Universitäts-Herzzentrum Freiburg-Bad Krozingen.
Die Schüler des KGBK kommen nicht nur aus Bad Krozingen-Kernstadt, sondern auch aus zahlreichen umliegenden Stadtteilen und Dörfern von Heitersheim über Ehrenkirchen bis Schallstadt.

## Geschichte
Am 25. Februar 1994 wurde vom Kreistag einstimmig der Grundsatzbeschluss gefasst, aufgrund der stetig steigenden Schülerzahlen an den Gymnasien im Landkreis ein weiteres, zweieinhalb- bis dreizügiges Gymnasium in Bad Krozingen einzurichten. Am 16. März 1995 genehmigte der Kreistag das vorgeschlagene Raumprogramm und beschloss, einen beschränkten Ideenwettbewerb mit zwölf Architekten aus der Umgebung durchzuführen. Des Weiteren wurde entschieden, das neue Kreisgymnasium als ein allgemeinbildendes Gymnasium mit naturwissenschaftlichem und neusprachlichem Profil einzurichten. Am 9. November 1995 bestimmte der Kreistag auf eine Empfehlung des eingerichteten Preisgerichtes, dem Architekturbüro Harter und Kanzler aus Haslach als 1. Preisträger den Planungsauftrag zu erteilen. Am 18. Februar 1997 erfolgte der erste Spatenstich; am 28. Januar 1998 wurde schließlich das Richtfest gefeiert, so dass zum 14. September 1998 der Schulbetrieb aufgenommen werden konnte.
Am 28. April 1999 fand die offizielle Einweihung statt.
Das Kreisgymnasium ist seitdem stetig weiter gewachsen, hat die ursprünglich geplante Dreizügigkeit überstiegen, weshalb auch ein Neuanbau (das jetzige Oberstufen-Gebäude) erfolgte und verfügt inzwischen über vier voll ausgelastete Züge in fast allen Jahrgangsstufen.

## Schulprofil und Sprachenfolge
Das Gymnasium bietet wie die Mehrzahl der baden-württembergischen Gymnasien ein naturwissenschaftliches und ein sprachliches Profil an. Im Gegensatz zum früheren mathematisch-naturwissenschaftlichen bzw. zum sprachlichen Gymnasium bedeutet die Wahl eines der beiden Profile keine grundsätzliche Weichenstellung mehr für die Kinder mit Auswirkungen auf ihren gesamten Bildungsgang bis ins Abitur.
In den Klassen 5–7 gibt es keinerlei Unterschiede, alle Schüler werden in den gleichen Fächern mit gleichen Stundenzahlen unterrichtet. Alle Schüler beginnen mit Englisch als 1. Fremdsprache, als 2. Fremdsprache folgt für diese Kinder Französisch in Klasse 6.
Am Ende von Klasse 7 wählen die Schüler ihr Profilfach für die drei nächsten Schuljahre: entweder Spanisch als 3. Fremdsprache oder NwT (Naturwissenschaft und Technik). Das Profilfach wird in den Klassen 8–10 dann als 5. Kernfach (neben Deutsch, Mathematik, Englisch und Französisch) unterrichtet.
Das Kernfach NwT, im Schuljahr 2006/2007 gleichzeitig in Klasse 8 und Klasse 9 eingeführt, ist fächerübergreifend konzipiert.
In der Kursstufe, also in den Jahrgangsstufen 11 und 12, sind die Schüler wieder frei in der Wahl ihrer Fächer im Rahmen der Belegungspflicht. Schüler aus dem sprachlichen Profil können also durchaus einen naturwissenschaftlichen Schwerpunkt belegen, Schüler, die in Klasse 8–10 NwT besuchten, können ihre 2 Fremdsprachen Französisch und Englisch belegen, lediglich Spanisch bleibt als Kursstufenfach den Teilnehmern des sprachlichen Profils vorbehalten.

## Partnerschulen
Bereits seit dem Jahr 2001 organisiert das Kreisgymnasium für Schüler der siebten Klassen einen Schüleraustausch mit ihrer Partnerschule, dem Collège Jacques-Prévert in Andrézieux-Bouthéon in der Nähe von Lyon. Die deutschen Teilnehmer wohnen bei ihren französischen Austauschpartnern und erleben so hautnah den Alltag einer Familie in Frankreich.

## Schulpatenschaft
Seit einigen Jahren ist die St. Michael School im kenianischen Mathare, zusammen mit Kibera eines der beiden größten Slum von Nairobi, Patenschule des Gymnasiums.
Auch wenn der Besuch einer staatlichen Grundschule in Kenia kostenlos ist, so können sich Kinder aus dem Slum diesen nicht leisten, weil die Grundausstattung mit Schuluniform und Lernmaterial sowie die Fahrtkosten zu teuer sind. Um ihren Kindern dennoch ein Minimum an Bildung zu ermöglichen, hat eine Gruppe von Eltern rund um den Schulleiter Godfrey Wafula Khisa im Jahr 2008 eine private Schule im Slum gegründet.
Die bisher vom Kreisgymnasium durch Aktionen erwirtschafteten Spenden wurden zunächst für den Kauf von dringend nötigen Grundnahrungsmitteln für die Schüler in Nairobi verwendet. Mit der finanziellen Hilfe des KGBK wurde rund ums Schulhaus ein Sackgarten angelegt, der regelmäßig Gemüse für die Küche der Schule liefert und von den Schülern selbst verwaltet wird.
Mit dem Geld, das gespendet wurde, soll ein eigener Wasseranschluss für die Schule finanziert werden; Anfang Oktober 2014 wurde mit dem Bau einer Zisterne zum Sammeln von Regenwasser begonnen.
Mithilfe von Labdoo, einer gemeinnützigen Organisation, die nicht mehr benötigte Laptops mit Open-Source-Software  bespielt und an Schulen in Entwicklungsländern spendet, versucht das Kreisgymnasium seiner Patenschule in Nairobi einige Laptops zukommen lassen.

## Aktivitäten und Arbeitsgemeinschaften (AGs)
Neben dem normalen Unterricht wird am KGBK eine Vielzahl verschiedener Aktivitäten angeboten. Ein breites Sportangebot, das Problem des Monats (Mathewettbewerb für die Unterstufe), Landschulheimaufenthalte, der Homestay, Schulparties, Theater, der Schulsanitätsdienst sowie die Verkehrserziehung und die Besinnungstage bereichern den Schulalltag.
Am KGBK gibt es zudem viele verschiedene AGs, wie z. B.: Theater- , Schach- , Garten- und Schwimm-AG sowie die Jugend debattiert AG und eine Schülerzeitung.

### Theater-AG
Die Theater-AG findet immer Mittwochnachmittags von 14.00 Uhr bis 15.30 Uhr statt und verfügt über eine eigene Web-Präsenz.
Sie ist für alle Stufen und Schüler zugänglich. Die Theater-AG wurde im Jahr 2008 ins Leben gerufen. So wurde z. B. die Aufführung der Theater-AG von Friedrich Dürrenmatts „Die Physiker“ im Jahr 2010 in der Badischen Zeitung sehr positiv aufgenommen: „Neben guten schauspielerischen Leistungen tragen auch Regieeinfälle zum Gelingen des Stücks bei, etwa, wenn die Schauspieler den Buchstabensalat an der Wand zu Wörtern wie Iran, Elementarteilchen, Atombombe und anderen nachdenklich stimmende Begriffen vervollständigen“.

### Schach-AG
In der Schach-AG des Kreisgymnasiums trainieren deren Mitglieder, um an regionalen Wettkämpfen teilzunehmen.
Am 25. Februar 2015 nahmen zwei Schulmannschaften des Schachclubs Heitersheim an den Mannschaftsmeisterschaften in Denzlingen teil. In der Wettkampfklasse IV (Jahrgang 2002 und jünger) wurden die fünf Jungen des KGBK Meister; das Viererteam der Wettkampfklasse V belegte den 2. Platz.
Beide Mannschaften haben sich dadurch für die badischen Meisterschaften qualifiziert.
Bei den Südbadischen Schulmeisterschaften belegten sie 2015 in der WK IV den ersten Platz, in der WK V den zweiten.

### Jugend-debattiert-AG
Die Jugend-debattiert-AG ist eine Arbeitsgemeinschaft, welche die teilnehmenden Schüler auf die Teilnahme am, in Deutschland bundesweit ausgerichtetem, Schülerwettbewerb im Debattieren, Jugend debattiert, vorbereiten soll.
Im Jahr 2014 gewann eine Schülerin des Kreisgymnasiums den Regionalwettbewerb von Jugend debattiert.

### KreisRunde – Schülerzeitung
Die Schülerzeitung KreisRunde, welche am Anfang des Schuljahrs 2016/2017 gegründet wurde, bezieht ihren Namen auf den Schulnamen (Kreisgymnasium). Sie hat bisher drei verschiedene Ausgaben veröffentlicht (Stand: Dezember 2018). Sobald eine neue Ausgabe zum Verkauf freigegeben wird, ist die alte kostenlos auf der Website der Schule einzusehen. 2018 gewann die KreisRunde den „Scoop“-Preis der Badischen Zeitung.

## Wettbewerbe und Auszeichnungen
Im Februar 2015 konnte das Team „KGBK“ aus Schülern der 8. Klassen des Kreisgymnasiums das von der Sparkasse Staufen-Breisach ausgeschriebene „Planspiel Börse“ mit den Ergebnissen in der Ertrags- und Nachhaltigkeitswertung gewinnen.
Seit dem Schuljahr 2008/2009 verfügt das Kreisgymnasium über das BoriS – Berufswahl-SIEGEL Baden-Württemberg zur Berufsorientierung für  Schüler.